# Кучум

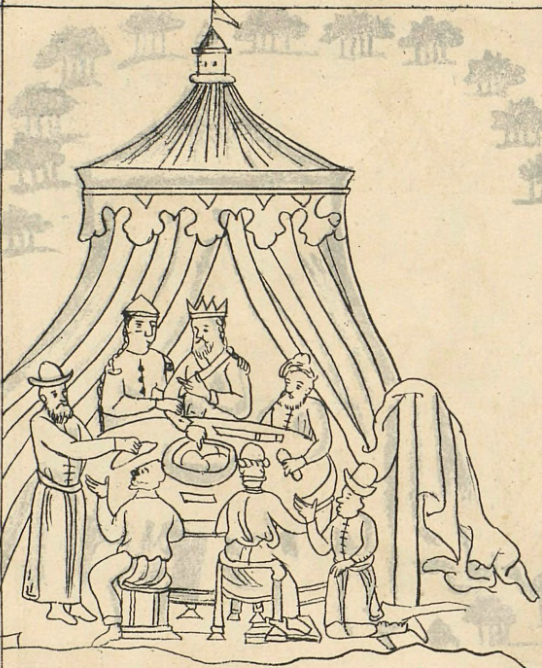
Женитьба Кучума в Казани

Кучум-хан (тат. Küçem, Күчем, كوچم‎ ? — около 1600) — татарский хан Сибири, потомок Чингисхана из династии Шибанидов, внук Ибака — хана Тюмени и Большой Орды.

## Происхождение
Отцом Кучума был Муртаза, сын Ибака — хана Тюмени и Большой Орды.

«..У Чингиз-хана сын Джучи-хан; у него сын Шибан-хан, его сын Багадур-хан, его сын Джучи-буга, его сын Бадакул, его сын Мунга-Тимур, его сын Бик-кунди-оглан, его сын Алий-углан, его сын Хаджи Мохаммед-хан, его сын Махмудек-хан, его сын Абак-хан, его сын Тулук-хан, его сын Шамай-султан, его сын Узар-султан, его сын Багадур-султан. У помянутого выше Махмудек-хана был сын Муртаза-хан, у этого сын был Кучум-хан..»
—  АБУЛ-ГАЗИ
«РОДОСЛОВНОЕ ДРЕВО ТЮРКОВ»
Родился Кучум предположительно в 1510—1520 годах.
По своему происхождению являлся потомком Чингис-хана. Кучум был родственником представителей правящей династии Шибанидов в Бухарском ханстве. Хан принадлежал к роду Шибанидов, потомков Шибана — 5-го сына Джучи и внука Чингисхана. В некоторых легендах, записанных историками, говорится, что Кучум был выходцем из Бухары. В книге Левшина Алексея Ираклиевича отмечается, что Кучум был киргиз-кайсаком.

## Начало правления
Опираясь на поддержку своего родственника — шибанида, бухарского хана Абдулла-хана II, Кучум вёл длительную (в 1555 году борьба уже велась) и упорную борьбу с сибирским ханом Едигером используя войско, состоящее из ногайских, казахских отрядов. Решительную победу он одержал в 1563 году.
В 1563 году, в отмщение за смерть деда, Кучум убил Едигера и его брата Бекбулата, и занял город Кашлык (Искер, Сибир), став владетельным ханом над всеми землями по Иртышу и Тоболу, а равно и над барабинцами, чатами и иртышскими остяками. Только Сейдяк (Сеид-хан), сын Бекбулата, остался в живых и был отправлен для безопасности в Бухару. Савва Есипов так пишет об этих событиях: «Сын Муртазы Кучум из Казачьей орды, с очень многими своими воинами подступив к городу Сибири и взяв его, убил Ядкара и Бикбулата, а сам сделался царём всея земли сибирской. Он подчинил себе многие народы. Прежде чем бог разгромил его царство и отдал его в руки православных христиан, царь Кучум многие годы свободно и спокойно правил в Сибири, собирая ясак». Население Сибирского ханства, основу которого составляли татары и подчинённые им манси и ханты, рассматривали Кучума как узурпатора, тем более что его опорой служило иноземное войско. Другие сибирские летописи говорят, что Сейдяк, после смерти своего отца и дяди, правил в Сибири, пока не пришёл из Казахских степей Кучум, который взял город и принудил Сейдяка бежать в Бухару.
Будучи правоверным мусульманином, Кучум многое сделал для распространения ислама в Сибири. Многие, которые не хотели добровольно по закону мусульманскому подвергнуться обрезанию, были принуждены к тому силою, а некоторые, упорно сопротивлявшиеся, были казнены. Введение новой веры сопровождалось многочисленными мятежами населения, в связи с чем Кучум запросил помощи у своего отца Муртазы, который прислал Кучуму большое войско.
По просьбе Кучума правитель Бухары шейбанид Абдулла-хан II трижды присылал Кучуму с бухарскими всадниками шейхов и сеидов для проповеди ислама.
Незадолго до прихода Ермака в Сибирь (1582) к Кучуму прибыл Шербети-шейх. По некоторым данным, Кучум вывез нескольких исламских учёных из Казани. Несмотря на эти меры, многие народы ханства оставались язычниками и после смерти хана.
Кучум достиг значительных успехов в укреплении своего государства. Помимо татар и кипчаков, он подчинил своей власти ханто-мансийские племена, обитавшие на Оби и Урале, барабинцев и часть башкирских племён, обитавших на восточных склонах Урала. Границы Сибирского ханства на севере доходили до Оби, на западе кое-где переходили на европейскую сторону Урала, на юге проходили по Барабинской степи.

## Разрыв с Россией. Борьба с Ермаком

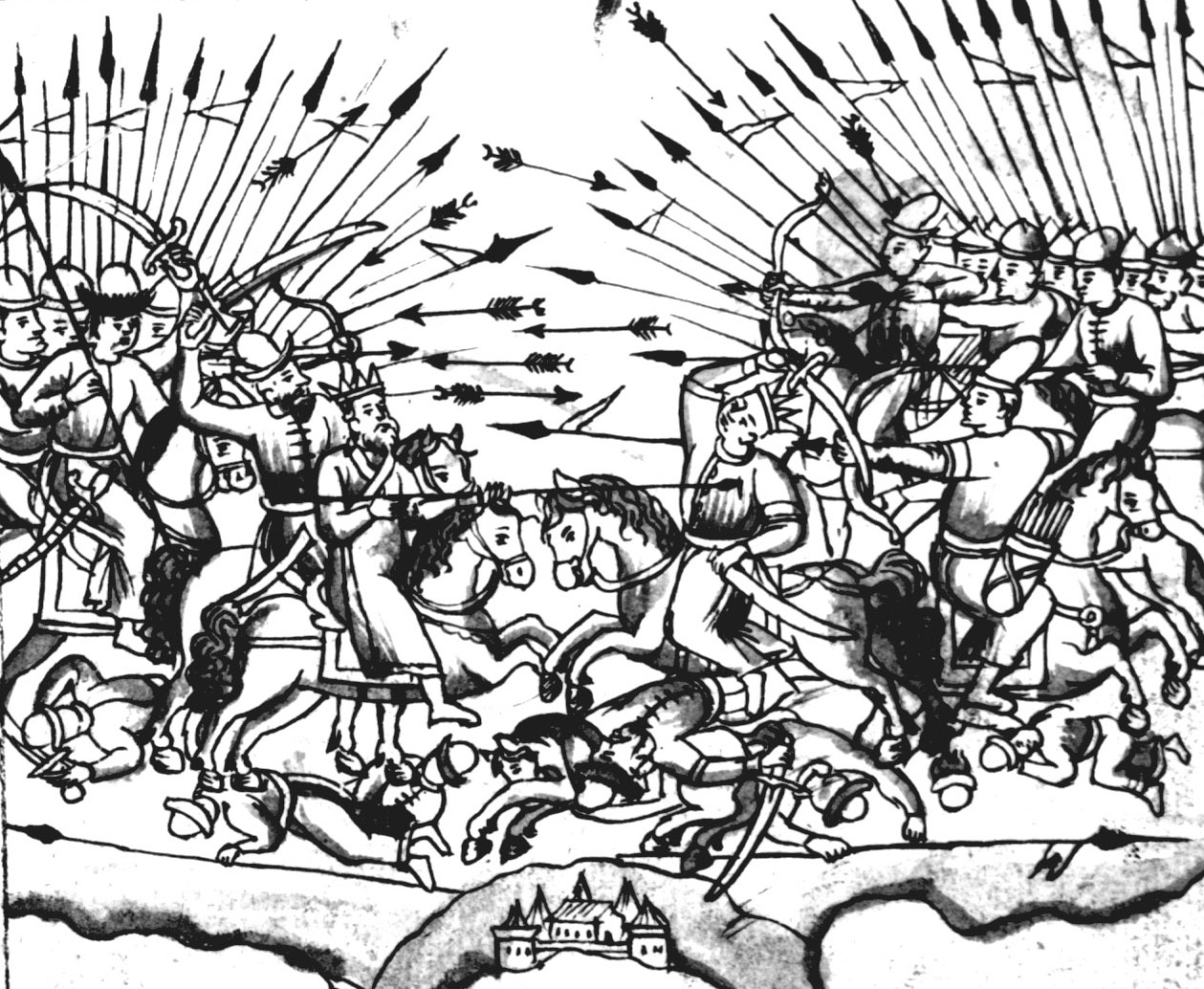
Битва царя Кучума с войском Едигера и Бекбулата

Окончательно захватив Сибирское ханство, Кучум сначала продолжал платить ясак и отправил в Москву своего посла с 1000 соболей (1571 г.), но когда окончились его войны с прежними сибирскими владетелями, он подступил к Перми. Появление его вызвало попытку ногайских татар отделиться от Москвы и черемисский бунт. Несколько дальнейших походов его войск во владения Ивана Грозного и Строгановых в итоге привели к потере им власти в Сибирском ханстве. 1 октября 1581 года Кучум выдержал натиск Ермака под Чувашской горой, но 26 октября его стан был разбит казаками, основные войска, состоявшие из местных народов, разбежались, и Ермак беспрепятственно вступил в Искер, столицу Сибири. Относительно легкая победа немногочисленной (менее тысячи человек) казачьей экспедиции под руководством Ермака над целым ханством объясняется непрочностью объединения различных народов, зачастую исповедовавших разную религию и ведущих разный образ жизни. Помимо этого многие местные князьки считали, что им намного выгоднее было подчиниться казакам, а потом московскому царю, чем служить пришлому хану, опиравшемуся к тому же на силу чуждых им бухарских, узбекских, ногайских, казахских отрядов. А главное — у Кучума не было большого опытного войска, его гвардия и уланы, набранные в южных степях и усиленные местными сибирскими татарами, были относительно плохо вооружены, использовали устаревшую тактику и вооружение. Им было сложно противостоять опытным в военном искусстве казакам и иностранным наёмникам, в большинстве своем использовавшим огнестрельное оружие, качественные защитные доспехи и владевшим самыми передовыми техниками боя. Кучум, бежав в Ишимские степи, стал поднимать инородцев, следил постоянно за Ермаком и наконец, 6 (16) августа 1585 года, напав на него врасплох, разбил его отряд.

## Продолжение сопротивления. Отношения с соседями
В 1586 году в Сибирь были отправлены воеводы Василий Сукин и Иван Мясной. В следующем году в Сибирь с отрядом стрельцов прибыл голова Данила Чулков. Силы ханства были подорваны из-за междоусобной борьбы. Сейдяк (Сеид-хан), соперник Кучума, изгнал его сыновей из Искера, но в 1588 году сам был пленён Данилой Чулковым.
В 1590 году хан Кучум решил снова навестить свои прежние владения. 23 июня (3 июля) подошёл довольно близко к городу Тобольску, убил в деревнях нескольких татар и с захваченной добычей бежал, раньше чем тобольский воевода мог получить известие о его приближении. В другой раз хан совершил набег на Каурдакскую и Салымскую волости, которые находились вверху Иртыша и платили ясак русским; он убил там много людей и награбил большое количество всякого добра. Это было его местью тем татарам, которые не признавали его своим государем и подчинились русским.
8 (18) июля 1591 года выступил в поход воевода князь Владимир Васильевич Кольцов-Мосальский, и 1 (11) августа напал на хана на реке Ишиме, у озера Чиликула, что после короткого сражения многие бывшие с ханом были убиты, а оставшиеся в живых бежали. Царевич Абдул-Хаир и две жены хана со многими другими пленными должны были в знак полной победы последовать за русскими, возвратившимися с богатой добычей в Тобольск. Однако историк Я. Г. Солодкин указывает, что впервые это сражение упоминается в Ремизовской летописи спустя 100 лет после события и противоречит ранее появившимся источникам, включая Есиповскую летопись 1639 года, из чего приходит к выводу о вымышленности данного сражения.

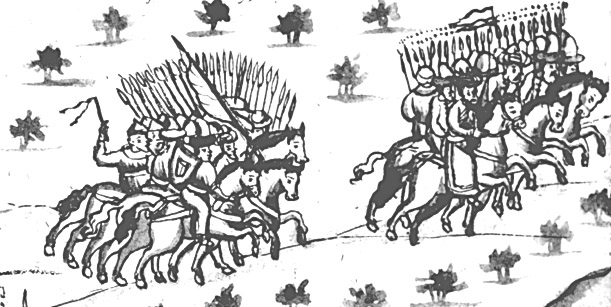
Бегство Кучума из Искера. Иллюстрация из Кунгурской летописи.

В 1594 году князь Андрей Елецкий выступил во главе с более чем полуторатысячным войском по Иртышу до устья Тары, желая усыпить бдительность Кучума мирными жестами, а затем неожиданно разбить его войско и по возможности захватить в плен. Кучум, узнав о намерении русских построить город на реке Таре, отправил царевича Алея к аялынским татарам, чтобы в виду наступления русских отвести их в места более безопасные по верхнему Иртышу, где в то время находился сам хан. Алей собрал 150 татар и повёл их на остров, называемый Чёрным (в 40 верстах ниже Чернолуцкой слободы), где они поставили небольшой городок. Воеводой Елецким был отправлен отряд (276 человек во главе с письменным головой Борисом Доможировым) который при первом же нападении взял татарский Чёрный городок, но ему не удалось помешать бегству хана Кучума и большинства татар, находившихся в городке. В полон были взяты оба аялынских есаула Мамык и Сейткул, князец Илгулуй и Темсенек, сын князца Колкилдея, а также 60 человек рядовых аялынцев с их жёнами и детьми.
В 1597 году Кучум предложил заключить мир, при условии возврата земель по Иртышу и освобождения Шаима и двух других гостей, которые были направлены к Кучуму послами, а из имущества послов просил вернуть воз с пушниной. В ответ московские власти послали Кучуму несколько грамот от Маметкула и Абдул-Хаира с предложением перехода на царскую службу и приезда в Москву. Кучум грамоты не принял.

## Поражение и гибель
Кучум вовсе не желал переходить под покровительство царя. В последние годы он, сломленный неудачами, всё больше склонялся к миру с русскими, но никаких действий, однако, не предпринимал, по возможности тянул время и копил силы для решающего удара. Испугавшись слуха о новом набеге Кучума, царские власти предприняли решительное наступление.
9 (19) мая 1598 года воевода Андрей Матвеевич Воейков и воевода князь Иван Владимирович Кольцов-Мосальский выступили в поход с отрядом в 700 русских и 300 татар. 4 (14) августа 1598 года Воейков выступил из Тары. Войско его состояло из 300 казаков, 30 служилых татар, 60 татар-всадников, они напали на хана в его становище, в Ирменьском сражении 20 (30) августа 1598 года убили множество татар. Погибли брат, сын и двое внуков Кучума, бо́льшая часть гвардии хана была убита. Сам же хан сумел бежать за Обь. Русские 23 августа (2 сентября) возвратились в Тару. Знатных пленников отправили из Тары в Тобольск, а оттуда в Москву. По случаю блестящей победы, одержанной в Сибири, было отслужено в Москве благодарственное молебствие.

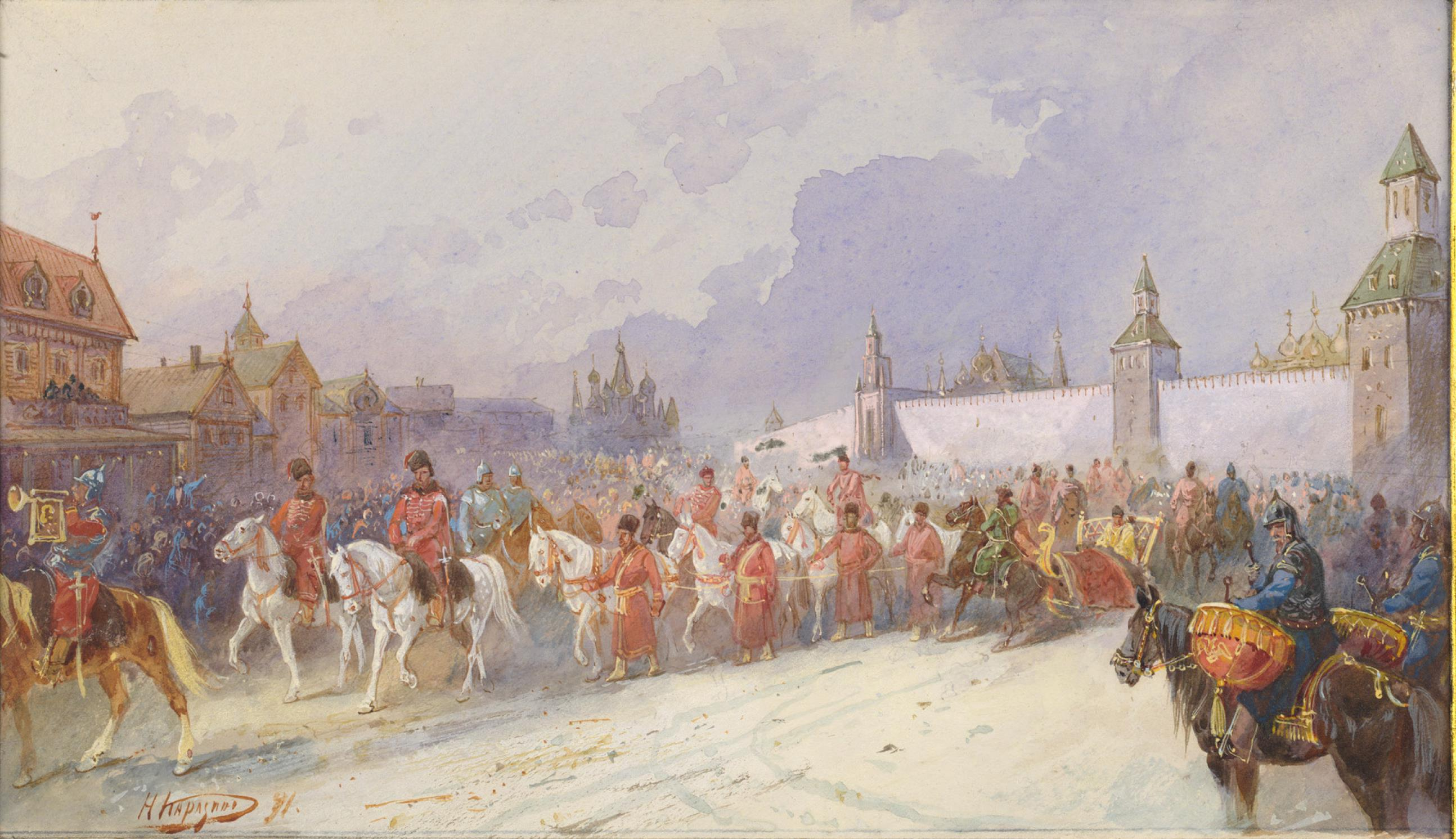
Въезд плененного Кучумова семейства в Москву. 1599. Худ. Н. Н. Каразин

Осенью 1598 года Воейков, руководствуясь указаниями нового царя Бориса Годунова, предложил хану перейти на царскую службу. Воейков, понимая, что ему Кучума не найти, прибегнул к помощи саида по имени Толмухаммед. Он велел разыскать хана и убедить его добровольно покориться царю, рассказать, что в таком случае царь будет милостив к нему и поможет. Толмухаммед, встретив Кучума, передал ему все, что наказал Воейков. Кучум на это ответил: «Я не пошел на поклон к падишаху, как он того хотел в ярлыке своем, а ведь я тогда был совсем здоров. Какая мне теперь нужда идти к нему под меч? Я теперь глух и слеп. Всего лишился. Взяли моего Асманака, который был купцом. Если бы забрали всех сыновей и оставили одного Асманака, я бы ещё пожил. А теперь сам я пойду к ногайцам, а сына отправлю в Бухару». 5 октября (15 октября) 1598 года Толмухаммед вернулся к Воейкову и сообщил, что нашёл Кучума в двух днях пути от места последней битвы, в лесу, на берегу Оби, что при хане три его сына и 130 татар, а также подробно пересказал всё, что слышал от Кучума. Хан рассказал саиду, что был на месте сражения и похоронил своих близких, как послал своих людей в волость Чат к мурзе Кошбахты с просьбой дать коней и одежду, как мурза отозвался на просьбу, прислал коней и шубу, а на другой день пришел сам, однако Кучум, заподозрив Кошбахты в предательстве, не принял его, сел на коня и уехал в верховья Оби.
В течение некоторого времени Кучум кочевал около озера Зайсан. Затем он решил вернуться в Ишимские степи, где надеялся найти свою разбросанную по разным местам семью и своих улусных людей. Это, может быть, ему удалось бы, если бы он не вооружил против себя калмыков, приказав угнать у них несколько лошадей, необходимых ему для продолжения пути. Этот поступок шёл настолько вразрез с долгом беглеца, принятого дружелюбно чужим народом, что оскорблённая сторона считала себя вправе отомстить ему. Калмыки догнали его на реке Нор-Ишиме у озера Каргальчина. Там были перебиты остальные его люди, но Кучум снова спасся бегством.
Есть несколько легенд о последних годах Кучума и его смерти, будто он жил у башкир и умер также у башкир или что он жил у ногайцев, которые убили его.
Некоторые летописи сообщают, что Кучум отправился в Казахское ханство, другие же (Ремезовская) указывают здесь на ногайцев. Абулгази в рассказе о гибели хана упоминает о манкатах, под которыми разумеет каракалпаков. Царевич Канай, отказываясь от правления над бухарским городом Шавраном, опасался, что ему не поздоровится, как и его отцу, которого таким же образом «учинили» князем, пригласив приехать в землю калмыков и коварным образом убив там сразу же по прибытии.
Кучум погиб насильственной смертью среди одного из этих народов. Скорее всего, Кучум погиб в 1601 году. В том году сын Кучума Али стал ханом.
В течение первых десятилетий XVII века наследники Кучума — царевичи Аблайкерим и Кирей — продолжали сопротивление. Они принимали деятельное участие в восстании сибирских татар в 1620—1630-х годах с целью восстановления Сибирского ханства, однако изменить ситуацию уже не могли.

## Семья
Известно, что у хана Кучума было несколько жён:
- дочь Мурата, претендента на престол Казанского ханства
- дочь мурзы Девлет-бая. Её резиденция была в той же местности, где жил её отец, а именно в Бицыктуре на Панином бугре
- Сузге Ханым. Её резиденция была на мысу высокого берега Иртыша, в 6 верстах ниже Тобольска (Сусгунский мыс) дочь Шигай-хана, мать Каная и Азима
- Салтаным
- Сюйдеджан
- Яндевлет (Джандаулат)
- Актулум (Актолын)
- Ак-Сюйрюн (Аксорек)
- Шевлель (Шегляли)
- Кубул (Кубыл)
- Чепшан (Чебешан)

Известно 17 сыновей хана Кучума:
- Аджи-Гирей (1587—1662)
- Али (Алей), ум. 27 октября 1647 года
- Канай
- Чувек (Чувак)
- Азим, брат Чувека (от одной матери)
- Алтанай
- Ишим, был женат на дочери 1-го тайши калмыков Хо-Урлюка[15][16].

- Кубей-Мурат
- Канчувар
- Асмнак, род. 1568
- Абдул-Хаир, род. ок. 1575 от Чепшан
- Шаим, род. 1578
- Бипадишах, род. 1590
- Мулла, род. 1594
- Комеш, род 1597

Дочери хана Кучума:
- Кумыз, род. 1584
- Гульсафат, род. 1584, от Актолын
- Асыфсолтан, род.1587, от Шегляли
- Дорерпадишах, род 1588, от Саедижан
- Матур, род. 1592, от Саедижан
- Толынбике, род. 1595, от Солтаным
- Караджан, род. 1595, от Саедижан
- Акханым, род. 1595, от Аксорек
- дочь, её муж Ак-Мурза Юсупов сын Юсупов.

## В искусстве
- Ермак (фильм) — роль Хана Кучума исполнил туркменский актёр Ходжадурды Нарлиев.